# Саліванов Олег Григорович
Олег Григорович Саліванов (народився 1 серпня 1958) — київський музикант і автор пісень, гітарист, лідер гурту Після дощу, викладач мистецтва гри на гітарі. Написав близько 200 україномовних і російськомовних пісень, безліч творів для класичної гітари, камерних ансамблів, музику
для кінофільмів. Відрізняється різноплановістю творів і віртуозної сольної грою, є тонким акомпаніатором. Має в своєму архіві як твори з циклу народної музики, так і твори в стилі сучасної рок музики. Виконує європейську класику і блюзові партії. Пише і виконує музику в стилі соул.
Його пісні виконують: народні артисти України Віктор Шпортько, Олександр Василенко, Надія Шестак, заслужені артисти України Інна Андріяш, Каріна Плай та ін.
Працює викладачем по класу гітари, веде активну концертну діяльність.

## Біографія
Саліванов Олег Григорович має чотирьох дітей-Артем Саліванов Олегович та Євген Саліванов Олегович та старші Марина Саліванова Олегівна та Денис Саліванов Олегович

## Пісні
«Бути чи не бути» — визнана найкращою піснею 2005 року, (виконує нар. Арт. України Надія Шестак).

 «Калиновий гай» — визнана Національною телерадіокомпанією України найкращою піснею 2009 року (виконує засл. Арт. України Інна Андріяш).

 «Край дитинства» — визнана Всесвітньою службою «УТР» найкращою піснею про матір в 2010 році (виконує засл. Арт. України Інна Андріяш).

 «Новий Рік» — виконують: нар. арт. України Олександр Василенко, нар. арт. України Анатолій Гнатюк, засл. арт. України Віктор Кошель, Каріна Плай, Олена Хижня, Лариса Руснак (2009 рік).

 «Я в жіті спав!», «Осіння пісня» — у виконанні нар. арт. України Віктора Шпортько.

 «Я тім щасливий …», «Два шляхи», «Сьогодні Знову падає сніг» — у виконанні нар.арт. України Олександра Василенка.

 «Червона калина», «Бережіть насіння», «Гуцулка Марічка», «Вміють очі Говорити» — у виконанні засл. арт. Украини Павла і Петра Приймаків.

 «Літній день», «Повір» — у виконанні соліста Ансамблю збройних сил України Сергія Юрченко.

 «Вечір», «Колискова» — у виконанні лауреата всеукраїнських та міжнародних конкурсів Руслани Лоцман.

 «Ожіємо, брати!» — у виконанні заслуженого Народного хору України ім. Г. Верьовки.

 та інші менш відомі

## Концерти
20 листопада 2011 відбувся знаковий в історії культурного життя України концерт — вечір пам'яті українського поета-дисидента Івана Юхимовича Коваленка і презентація музичного альбому Олега і Вікторії Саліванових «Я тім щасливий…». Концерт проходив у Колонній залі Національної філармонії України, були виконані твори Олега Саліванова на вірші Івана Коваленка у супроводі Національного академічного оркестру народних інструментів (художній керівник та головний диригент — народний артист України, лауреат Національної премії України імені Тараса Шевченка Віктор Гуцал), Державного академічного естрадно -симфонічного оркестру України (головний диригент — Микола Лисенко) та Українського народного хору імені Станіслава Павлюченка Київського національного університету культури і мистецтв (художній керівник — Олена Скопцова). Всього в концерті взяли участь понад 150 виконавців!
У переповненій глядацькій залі були присутні дочка і онуки Івана Коваленка, його земляки-боярчани, дисиденти Євген Сверстюк і Василь Овсієнко, представники музичних кіл України та видатні громадські діячі.
Концерт був записаний для монтажу телевізійної версії і показаний на телеканалі Глас.

 З регулярних концертів Олег Саліванов бере постійну участь в проекті Юрія Дубинського «При свічках» — проводить протягом року концерти гітарної класики, відкриваючи світ музичної гармонії в напівтемряві театральній студії при світлі свічок, в оточенні культурної еліти міста.

 Концерти групи Після дощу проходять на найкращих музичних майданчиках Києва. Навесні 2012 року пройшла серія концертів в джаз-клубі Cotton Club, також відбувся незвичний виступ в арт-кафе БеседніZzа [Архівовано 5 жовтня 2012 у Wayback Machine.], епізоди якого потрапили в youtube і соціальні мережі. У складі групи грають Олег Саліванов (гітара, вокал), Валерій Дубровін (клавішні), Георгій Поволоцький (ритм-секції, вокал), Сергій Скарбовський (гітара, вокал).

## Педагогічна діяльність
Олег Григорович Саливанов — професійний гітарист, веде клас гітари в ДМШ № 3, і ДМШ № 31 у Києві. Серед його учнів є лауреати міських, всеукраїнських та міжнародних конкурсів, професійні гітаристи.
Має свою методику навчання з початківцями. Постійно пише для своїх учнів етюди і п'єси. У 2012 році офіційно вийшли в світ нотні збірки його творів для гітари, і збірник пісень «Я тім щасливий …».

## Проекти та співробітництво
Олег Саліванов, як продюсер, впроваджує в життя різноманітні проекти: проводить записи аудіоальбомів для виконавців, записує авторські альбоми для поетів, організовує проведення сольних концертів, є організатором пісенних і гітарних конкурсів, проводить консультації з продюссеркої діяльності.

 Композиторський талант Олега Саліванова проявляється в написанні пісень на власні вірші і вірші класиків світової літератури. В архіві творів є пісні і акомпанемент до творів Гарсіа Лорка, Марини Цвєтаєвої, Івана Коваленка, також активно співпрацює із сучасними поетами Євгеном Євтушенком, Борисом Олійником, Світланою Суворовою, Тетяною Ковальчук, Віталієм Приймаченко, Олегом Надєляевим.

 Запрошує до співпраці молодих обдарованих поетів.

## Інструменти
Перелік основних інструментів, які використовує Олег Саливанов у своїй професійній діяльності:
- Мікрофони: Shure SM58
- Електричні гітари: Fender Telecaster −1971, Fender Telecaster Thinline-pro tone vintage reissue-2006
- Акустичні гітари: Segovia SJ-61 Custom Series-1990, Epiphone EJ-200
- Струни: d'Addario Acoustic 0,11; d'Addario Electric 0,10
- Медіатори: Jim Dunlop 1mm